# Молочай сладкий
Молоча́й сла́дкий (лат. Euphorbia dulcis) ― травянистое многолетнее растение рода Молочай (Euphorbia) семейства Молочайные (Euphorbiaceae).

## Распространение
Европа: Австрия, Бельгия, Чехословакия, Германия, Венгрия, Нидерланды, Польша, Швейцария, Югославия, Италия, Румыния, Франция (включая Корсику), Португалия, Испания; территория бывшего СССР: Украина, Молдавия.
Растёт в тенистых (особенно буковых) горных лесах по опушкам, в кустарниках, на лужайках и у ручьёв, редко на равнине, чаще в горах до субальпийской зоны (до 1500 м над уровнем моря), обычно на известковой почве.

## Ботаническое описание

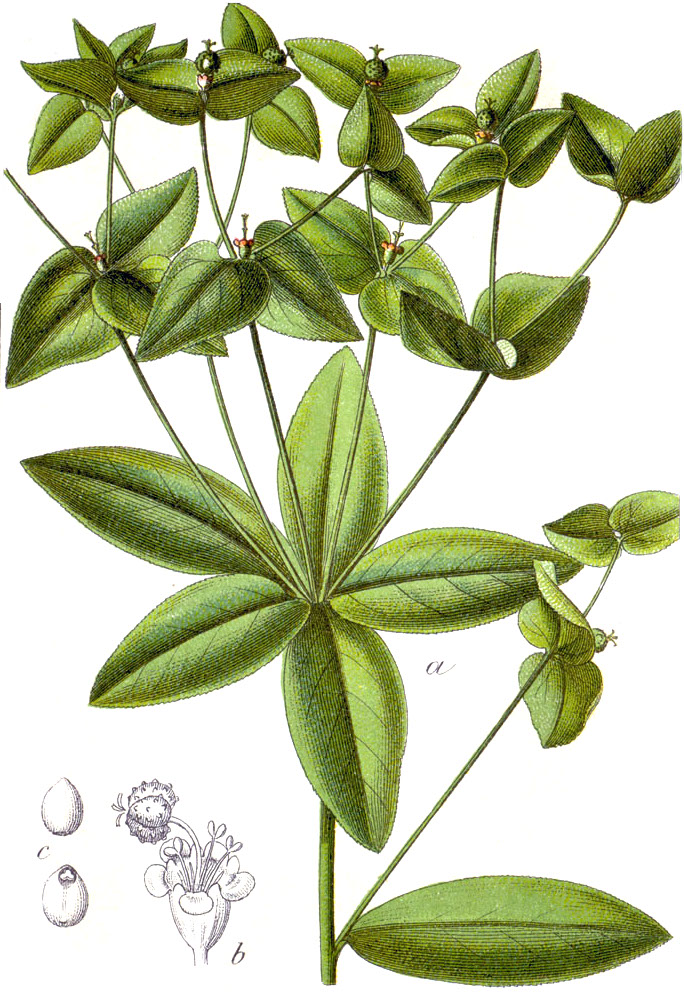

Растение 20―55 см высотой, голое или редковолосое.
Корневище простое или ветвистое, горизонтальное, мясистое, членистое из коротко-цилиндрических, утолщённых, косо друг с другом смыкающихся члеников.
Стебли в числе 1—2, дугообразно восходящие из последнего членика корневища и прямостоячие, 2—4 мм толщиной, иногда тонко-полосчатые, рассеянно-волосистые, обыкновенно с 3—9 пазушными цветоносами (3—7 см длиной), без нецветущих ветвей, с заметными междоузлиями, иногда наверху с мутовкообразно сближенными листьями.
Низовые листья чешуйчатые; стеблевые — в небольшом числе, коротко черешчатые, из более-менее округлённого основания продолговатые или эллиптические или продолговато-обратнояйцевидные, (2,3)3,5—7,5 см длиной, 9—20 мм шириной, более-менее тупые, у верхушки мелкопильчатые или почти цельнокрайные, сверху голые, снизу более бледные, рассеянно мягковолосые или почти голые.
Верхушечные цветоносы в числе 5—6, тонкие, 2,5—7,5 см длиной, как и пазушные — простые или реже на конце двухраздельные. Листочки обёртки продолговато-эллиптические или широко-ланцетовидные, нередко длиннее цветоносов и, во всяком случае их половины, 2—6,3 см длиной, 7—19 мм шириной, спереди мелко-зубчатые, рассеянно-ресничные, зелёные; листочки обёрточек по два, из усечённого или слегка сердцевидного основания, треугольно-яйцевидные или продолговато-треугольные, 1,2—2,5 см длиной, 9—17 мм шириной, обыкновенно более-менее (до 2 раз) длиннее ширины, зелёные; бокальчик коротко-кубарчатый, около 2 мм длиной, 3 мм в диаметре, совершенно голый, с небольшими яйцевидными, голыми, зубчатыми лопастями. Нектарники в числе 4, поперечно-эллиптические, желтовато-зелёные, впоследствии тёмно-пурпуровые. Столбики 1—1,5 мм длиной, внизу слившиеся, двунадрезанные. Цветёт в мае—июне.
Трёхорешник приплюснуто-шаровидный, около 3 мм длиной и 3,5 мм шириной, трёхбороздчатый, с рассеянными, неравными, коротко-цилиндрическими выростами, оттопыренно-волосистый или реже голый. Семена около 2 мм длиной, сжато-шаровидно-яйцевидные, гладкие, светло-бурые, с приплюснутым почковидным, стебельчатым придатком.
Вид описан из Западной Европы.
|                                                         |  |  |  |
| Слева направо: соцветие, циатия, циатия с плодами, плод |  |  |  |

## Экология
Семена распространяются как путём растрескивания трёхорешника, так и растаскиваются муравьями.

## Значение и применение
Скотом не поедается. Подозрительно на ядовитость.

## Таксономия
|  |                                      |  |                                                             |                                                             |                      |  | ещё 36 семейств (согласно Системе APG II), в том числе Маковые | ещё 36 семейств (согласно Системе APG II), в том числе Маковые |                         |  |  |  | ещё ≈2000 видов |
|  |                                      |  |                                                             |                                                             |                      |  | ещё 36 семейств (согласно Системе APG II), в том числе Маковые | ещё 36 семейств (согласно Системе APG II), в том числе Маковые |                         |  |  |  | ещё ≈2000 видов |
|  |                                      |  |                                                             | порядок Мальпигиецветные                                    |                      |  |                                                                |                                                                | род Молочай (Euphorbia) |  |  |  |                 |
|  |                                      |  |                                                             | порядок Мальпигиецветные                                    |                      |  |                                                                |                                                                | род Молочай (Euphorbia) |  |  |  |                 |
|  | отдел Цветковые, или Покрытосеменные |  |                                                             |                                                             | семейство Молочайные |  |                                                                |                                                                | вид Молочай сладкий     |  |  |  |                 |
|  | отдел Цветковые, или Покрытосеменные |  |                                                             |                                                             | семейство Молочайные |  |                                                                |                                                                |                         |  |  |  |                 |
|  |                                      |  | ещё 44 порядка цветковых растений (согласно Системе APG II) | ещё 44 порядка цветковых растений (согласно Системе APG II) |                      |  |                                                                | ещё >300 родов                                                 | ещё >300 родов          |  |  |  |                 |
|  |                                      |  |                                                             | ещё 44 порядка цветковых растений (согласно Системе APG II) |                      |  |                                                                |                                                                | ещё >300 родов          |  |  |  |                 |